# Meioneta amersaxatilis
Meioneta amersaxatilis là một loài nhện trong họ Linyphiidae.
Loài này thuộc chi Meioneta. Meioneta amersaxatilis được miêu tả năm 1998 bởi Michael Ilmari Saaristo & Koponen.